# Afera mostowa

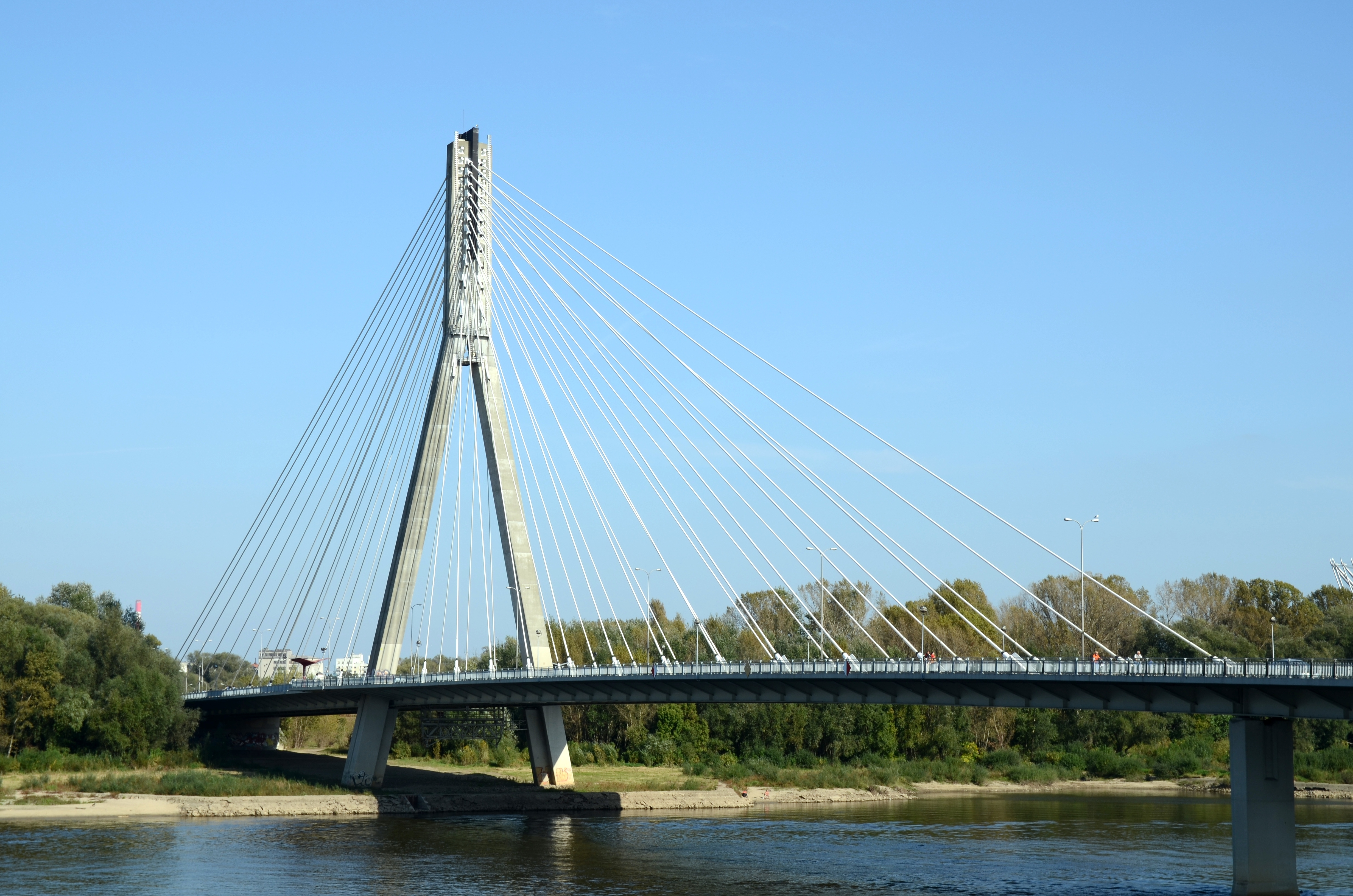
Most Świętokrzyski

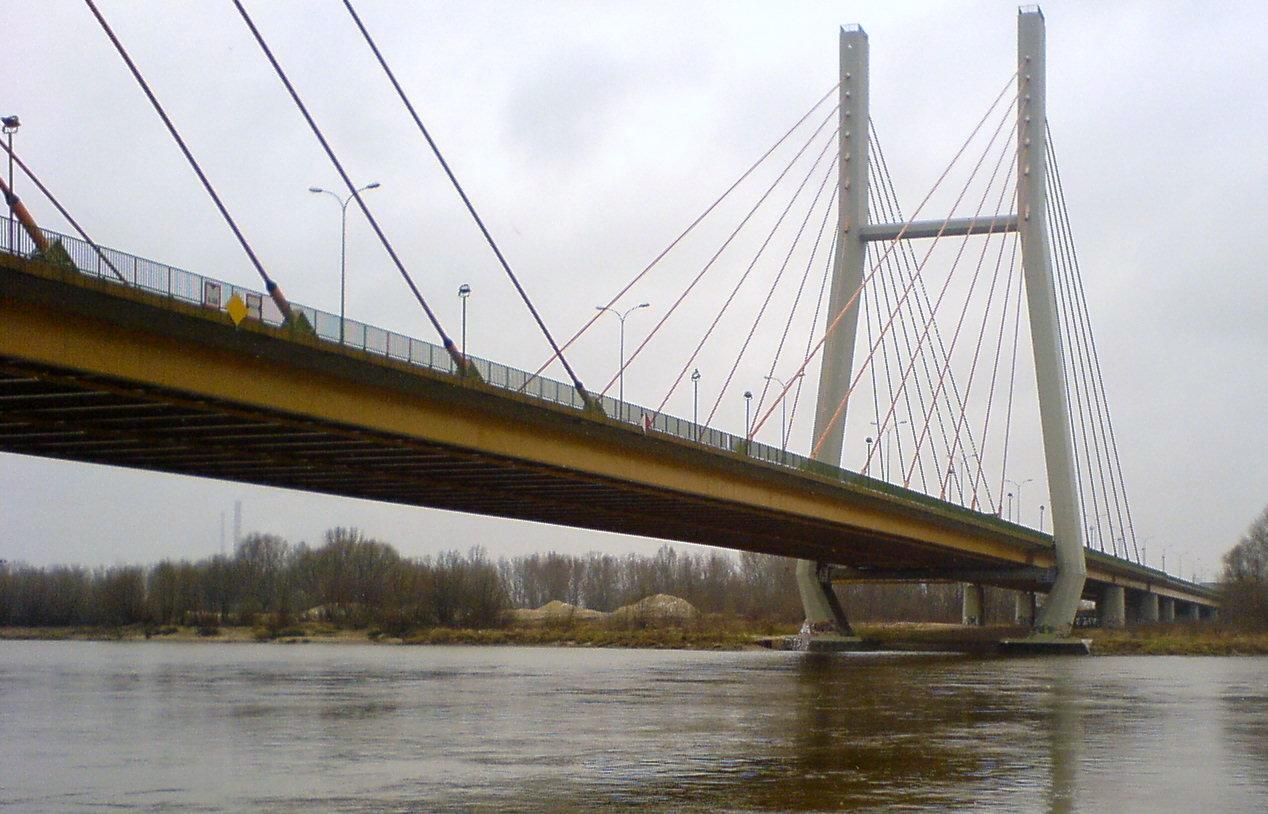
Most Siekierkowski

Rzekoma afera mostowa wyszła na jaw pod koniec 2003 r. po publikacjach w prasie informacji o niejasnościach związanych z budową Mostu Świętokrzyskiego i Siekierkowskiego w Warszawie. Ceny inwestycji miały być sztucznie zawyżone. Ponadto przetargi na nadzór nad nimi wygrała firma, której szef - Wojciech Ławniczak - był byłym mężem jednej z ówczesnych radnych Unii Wolności, następnie związanej z Platformą Obywatelską.
Publikacje prasowe ujawniały kolejne, rzekome, przykłady niegospodarności podczas gdy Warszawą rządziła koalicja UW-SLD (potem PO-SLD) m.in. sprawa Złotych Tarasów i tunelu pod Wisłostradą.
W rezultacie władze Platformy zawiesiły kilku samorządowców oraz parlamentarzystów. A także zdegradowały byłego prezydenta Warszawy Pawła Piskorskiego, który utracił funkcję przewodniczącego regionu mazowieckiego PO.
W lipcu 2008 r. z braku dowodów na tzw. czyny łapownicze Prokuratura Okręgowa w Warszawie umorzyła śledztwo w sprawie rzekomej „afery mostowej”. Julia Pitera, pełnomocnik ds. walki z korupcją i wieloletnia radna stolicy, rekomendując władzom Warszawy odwołanie się od decyzji prokuratury, stwierdziła: „uważam, że odsunięcie działaczy PO było słuszne. To, co działo się w Warszawie, było moralnie niedopuszczalne”.